# Gare de Montfort-sur-Meu
Gare de Montfort-sur-Meu – stacja kolejowa w Montfort-sur-Meu, w departamencie Ille-et-Vilaine, w regionie Bretania, we Francji.
Jest stacją Société nationale des chemins de fer français (SNCF), obsługiwaną przez pociągi TER Bretagne.

## Położenie
Znajduje się na wysokości 42 m n.p.m., na 395,467 km linii Paryż – Brest, pomiędzy stacjami Breteil i Montauban-de-Bretagne.

## Usługi
Usługi kolejowe są prowadzone przez pociągi TER Bretagne, kursujące między Rennes, La Brohinière, Lamballe lub Saint-Brieuc.